# Daichi Hayashi
Daichi Hayashi (林 大地 Hayashi Daichi?), född 23 maj 1997 i Osaka prefektur, är en japansk fotbollsspelare.
Hayashi började sin karriär 2019 i Sagan Tosu.